# Trofeo Teresa Herrera 1946
El Trofeo Teresa Herrera 1946 fue la primera edición de este torneo de verano de fútbol. La disputaron Sevilla Fútbol Club y Athletic Club, ambos clubes españoles.

## Equipos participantes
| Athletic Club | Campeón de la Copa del Generalísimo 1944-1945. |
| Sevilla       | Campeón de la Liga Española 1945-46.           |

### Partido
| 30 de junio de 1946 | Athletic Club       | 2:3 | Sevilla                                     | Estadio de Riazor, La Coruña |  |
|                     | Telmo Zarra 17' 55' |     | Juan Araujo n/d' 70' · Manuel Doménech n/d' |                              |  |

Campeón

Sevilla F. C.
1.er título